# Pistol River
Pistol River es un lugar designado por el censo ubicado en el condado de Curry en el estado estadounidense de Oregón. En el año 2010 tenía una población de 84 habitantes.

## Geografía
Pistol River se encuentra ubicado en las coordenadas 42°16′38″N 124°23′37″O / 42.27722, -124.39361.